# تیخورتسک
شهر تیخورتسک (به روسی: Тихорецк) در کشور روسیه و در کرای کراسنودار واقع شده‌است.